# Williams FW43
O Williams FW43 é o modelo de carro de Fórmula 1 projetado e desenvolvido pela Williams para a disputa do Campeonato Mundial de Fórmula 1 de 2020, foi pilotado por George Russell e Nicholas Latifi. Jack Aitken, Roy Nissany, Jamie Chadwick e Dan Ticktum atuaram como pilotos reserva e de desenvolvimento da equipe.
O lançamento do FW43 ocorreu em 17 de fevereiro e sua estreia estava inicialmente programada para acontecer no Grande Prêmio da Austrália de 2020, mas devido a pandemia de COVID-19, sua estreia ocorreu somente no Grande Prêmio da Áustria, a primeira prova da temporada de 2020.
Jack Aitken foi escolhido para pilotar o carro de George Russell no GP do Sakhir e Russell vai pilotar o Mercedes de Lewis Hamilton após ter testado positivo para Covid-19.
A pandemia também causou o adiamento dos regulamentos técnicos que estavam planejados para serem introduzidos em 2021. Com isso, sob um acordo entre as equipes e a FIA, os carros com especificações de 2020 — incluindo o FW43 — tiveram sua vida útil estendida para competir em 2021, com a Williams produzindo um chassi atualizado denominado Williams FW43B.

## Resultados da equipe na temporada de 2020
| Piloto          | Nu. | AUT | EST | HUN | GBR | 70 | ESP | BEL | ITA | TOS | RUS | EIF | POR | EMI | TUR | BAR | SKR | ABU | Pts | Pts da Equipe | Pos da Equipe |
| --------------- | --- | --- | --- | --- | --- | -- | --- | --- | --- | --- | --- | --- | --- | --- | --- | --- | --- | --- | --- | ------------- | ------------- |
| Nicholas Latifi | 6   | 11  | 17  | 19  | 15  | 19 | 18  | 16  | 11  | Ret | 16  | 14  | 18  | 11  | Ret | 14  | Ret | 17  | 0   | 0             | 10º           |
| George Russell  | 63  | Ret | 16  | 18  | 12  | 18 | 17  | Ret | 14  | 11  | 18  | Ret | 14  | Ret | 16  | 12  |     | 15  | 0   | 0             | 10º           |
| Jack Aitken     | 89  | NP  | TL1 | NP  | NP  | NP | NP  | NP  | NP  | NP  | NP  | NP  | NP  | NP  | NP  | NP  | 16  | NP  | 0   | 0             | 10º           |

Ret = Não completou a prova.
† = Classificado pois completou 90% ou mais da prova
TL1 = Treino Livre 1